# Фонлантен, Марсель
Марсе́ль Фонлантен (фр. Marcel Vonlanthen; род. 8 сентября 1933, Лозанна) — швейцарский футболист, играл на позиции нападающего. Участник чемпионата мира 1962 года.

## Биография

### Клубная карьера
На протяжении своей карьеры Фонлантен играл только за «Фрибур» и «Лозанну». После двух сезонов за «Фрибур», в 1954 году перешёл в «Лозанну», за которую в общей сложности отыграл семь сезонов. В 1962 году с «Лозанной» выиграл Кубок Швейцарии. Всего за «Лозанну» сыграл в Национальной лиге A 156 матчей и забил 41 гол. Завершил карьеру игрока в 1962 году.

### Карьера в сборной
Дебютировал за сборную Швейцарии 19 июня 1955 года в товарищеском матче со сборной Испании, выйдя на замену вместо Жака Фаттона на 58-й минуте — Швейцария проиграла матч 0:3.
Входил в состав сборной Швейцарии на чемпионате мира 1962 года, но на турнире на поле не выходил. Всего за сборную Швейцарии сыграл 10 матчей и забил 1 гол.

## Достижения
«Лозанна»
- Обладатель Кубка Швейцарии (1): 1961/62

## Ссылка
- Marcel Vonlanden на National-Football-Teams.com